# Árbol (revista)
Árbol. Revista Catamarqueña de Cultura fue una publicación cultural editada en la provincia argentina de Catamarca, entre septiembre de 1955 y agosto de 1956. Su comité de redacción estuvo constituido por Arturo Calixto Melo, Ramón Rosa Olmos, Federico Emiliano Pais y Armando Raúl Bazán.

## Antecedentes
A fin de organizar la creciente complejidad de las instituciones estatales abocadas al ámbito cultural de Catamarca, el gobernador Armando Casas Nóblega decidió, en 1953, crear la Dirección Provincial de Cultura, y nombró a Armando Raúl Bazán como máxima autoridad. Entre varias iniciativas impulsadas y auspiciadas por la Dirección Provincial de Cultura, se creó una revista anual, Meridiano 66, destinada a reflejar las actividades culturales y locales (exhibiciones artísticas, conferencias, conciertos, investigaciones históricas, etc.). Entre sus redactores, se encontraban el mismo Bazán, Ramón Rosa Olmos, Federico Pais, Jesús M. Reyes y Juan Bautista Zalazar, quienes luego coincidirán en la revista Árbol, sea como miembros del Comité de Redacción o como colaboradores externos.

## Características generales
La revista, a lo largo de sus seis números, incluyó textos de diversas disciplinas: historia, sociología, ingeniería, filosofía, agronomía, literatura, etc. Estos eran ordenados en secciones, denominadas “Problemas” (destinada a cuestiones generales de la provincia, como el tema hídrico, la infraestructura existente, etc.), “Balcón a la vida” (generalmente, incluía textos sobre la vida social local, con una perspectiva costumbrista), “Poesías” (poemas de autores catamarqueños y de provincias aledañas), “Notas y Crónicas” (sobre eventos artísticos, entrevistas, etc)”, “Reseña de Conferencias” (fragmentos y comentarios sobre las conferencias realizadas recientemente en la provincia), “Nuestros artistas” (entrevistas y notas a figuras salientes del arte, como ), “Marginalia” (ensayos acerca de la literatura y la cultura argentina) y “El escrutinio de la librería” (reseñas y comentarios de libros). Además, cada ejemplar incluía un editorial en sus primeras páginas y, ocasionalmente, una página de comentarios y correspondencia recibidos.
Si bien no hay datos fehacientes sobre la cantidad de ejemplares vendidos, la presencia de avisos publicitarios referidos a salas de cine y electrodomésticos, junto a la utilización abundante de fotografías y el tono divulgativo de las notas, muestran la apertura de Árbol  a un público más amplio que el de otras revistas culturales similares de la época.  

### El título
En el editorial del primer número, se consigna que fue escogido el árbol como un símbolo de aquello que, enraizado en lo profundo de la tierra, la trasciende, aspirando a las alturas:
«...en la misma palabra -árbol- van infusas una instancia regionalista y una instancia de universalidad, porque así tiene que ser: el camino hacia la comprensión de todos los hombres y de todos los climas, pasa por la íntima personalización y profundidad de lo regional, de lo sentido intensamente como entorno vital del espíritu»
El algarrobo fue el árbol insignia, dada su importancia en la cultura local.  

### Colaboraciones
A las producciones de los directores, especialmente Armando Raúl Bazán, Ramón Rosa Olmos y Federico Pais, se deben agregar las de colaboradores locales y del resto de Argentina, especialmente de provincias aledañas, como Tucumán y La Rioja. Algunos de los participantes en Árbol fueron Jesús M. Reyes, Juan Bautista Zalazar, María Emilia Azar de Suárez Hurtado, Luis A. Sánchez Vera, Manuel Soria, Carlos B. Quiroga, Ariel Ferraro, Ángel María Vargas, Manuel Gonzalo Casas, Santiago José Chierico, Diego F.  Pró, Edgardo M. Aciar, Miguel Herrera Figueroa y Manuel Lizondo Borda.

## Valoraciones
La revista Árbol es referencia obligada en la historia de la cultura de Catamarca y de las revistas culturales y literarias del Noroeste argentino. Sus páginas fueron hospitalarias con los miembros del grupo Calíbar, puntal cultural de La Rioja, y se mostraron atentas a otros proyectos culturales contemporáneos en el país (como los de la revista porteña Contorno, la santiagueña Dimensión y la jujeña Tarja).
Además, Árbol permitió cimentar aún más las carreras intelectuales de sus directores, sobre todo de Armando Raúl Bazán, quien llegó a ser considerado como el principal historiador del Noroeste argentino, y miembro de la Academia Nacional de la Historia de la República Argentina.